# كوتشك علي (كفشكنان)
کوتشك علي (بالفارسية: کوچک‌علی) هي قرية تقع في إيران في قسم کفشکنان الريفي.